# YWHAE
YWHAE (англ. Tyrosine 3-monooxygenase/tryptophan 5-monooxygenase activation protein epsilon) — білок, який кодується однойменним геном, розташованим у людей на короткому плечі 17-ї хромосоми. Довжина поліпептидного ланцюга білка становить 255 амінокислот, а молекулярна маса — 29 174.
| 10         |  | 20         |  | 30         |  | 40         |  | 50         |
| ---------- |  | ---------- |  | ---------- |  | ---------- |  | ---------- |
| MDDREDLVYQ |  | AKLAEQAERY |  | DEMVESMKKV |  | AGMDVELTVE |  | ERNLLSVAYK |
| NVIGARRASW |  | RIISSIEQKE |  | ENKGGEDKLK |  | MIREYRQMVE |  | TELKLICCDI |
| LDVLDKHLIP |  | AANTGESKVF |  | YYKMKGDYHR |  | YLAEFATGND |  | RKEAAENSLV |
| AYKAASDIAM |  | TELPPTHPIR |  | LGLALNFSVF |  | YYEILNSPDR |  | ACRLAKAAFD |
| DAIAELDTLS |  | EESYKDSTLI |  | MQLLRDNLTL |  | WTSDMQGDGE |  | EQNKEALQDV |
| EDENQ      |  |            |  |            |  |            |  |            |

A: Аланін

C: Цистеїн

D: Аспарагінова кислота

E: Глутамінова кислота

F: Фенілаланін

G: Гліцин

H: Гістидин

I: Ізолейцин

K: Лізин

L: Лейцин

M: Метіонін

N: Аспарагін

P: Пролін

Q: Глутамін

R: Аргінін

S: Серин

T: Треонін

V: Валін

W: Триптофан

Залучений у такому біологічному процесі як взаємодія хазяїн-вірус. 
Локалізований у цитоплазмі.